# Crevalcore
Crevalcore is een gemeente in de Italiaanse metropolitane stad Bologna (regio Emilia-Romagna) en telt 12.527 inwoners (31-12-2004). De oppervlakte bedraagt 102,6 km2, de bevolkingsdichtheid is 116 inwoners per km2.

## Demografie
Crevalcore telt ongeveer 5096 huishoudens. Het aantal inwoners steeg in de periode 1991-2001 met 3,3% volgens cijfers uit de tienjaarlijkse volkstellingen van ISTAT.
| Jaar | Inwoneraantal |
| ---- | ------------- |
| 1991 | 11.511        |
| 2001 | 11.894        |

## Geografie
De gemeente ligt op ongeveer 20 meter boven zeeniveau.
Crevalcore grenst aan de volgende gemeenten: Camposanto (MO), Cento (FE), Finale Emilia (MO), Nonantola (MO), Ravarino (MO), San Giovanni in Persiceto, Sant'Agata Bolognese.

## Impressie

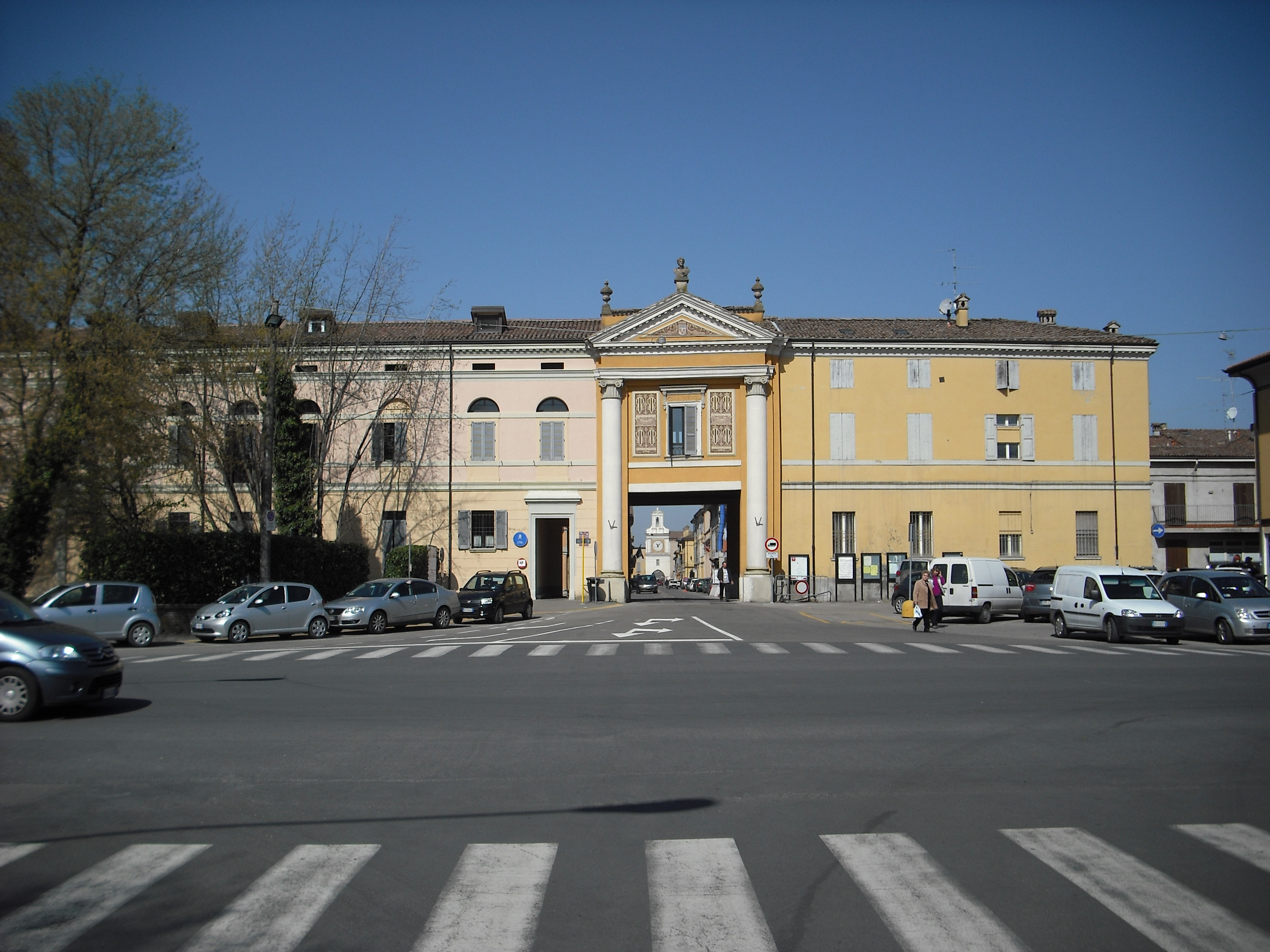
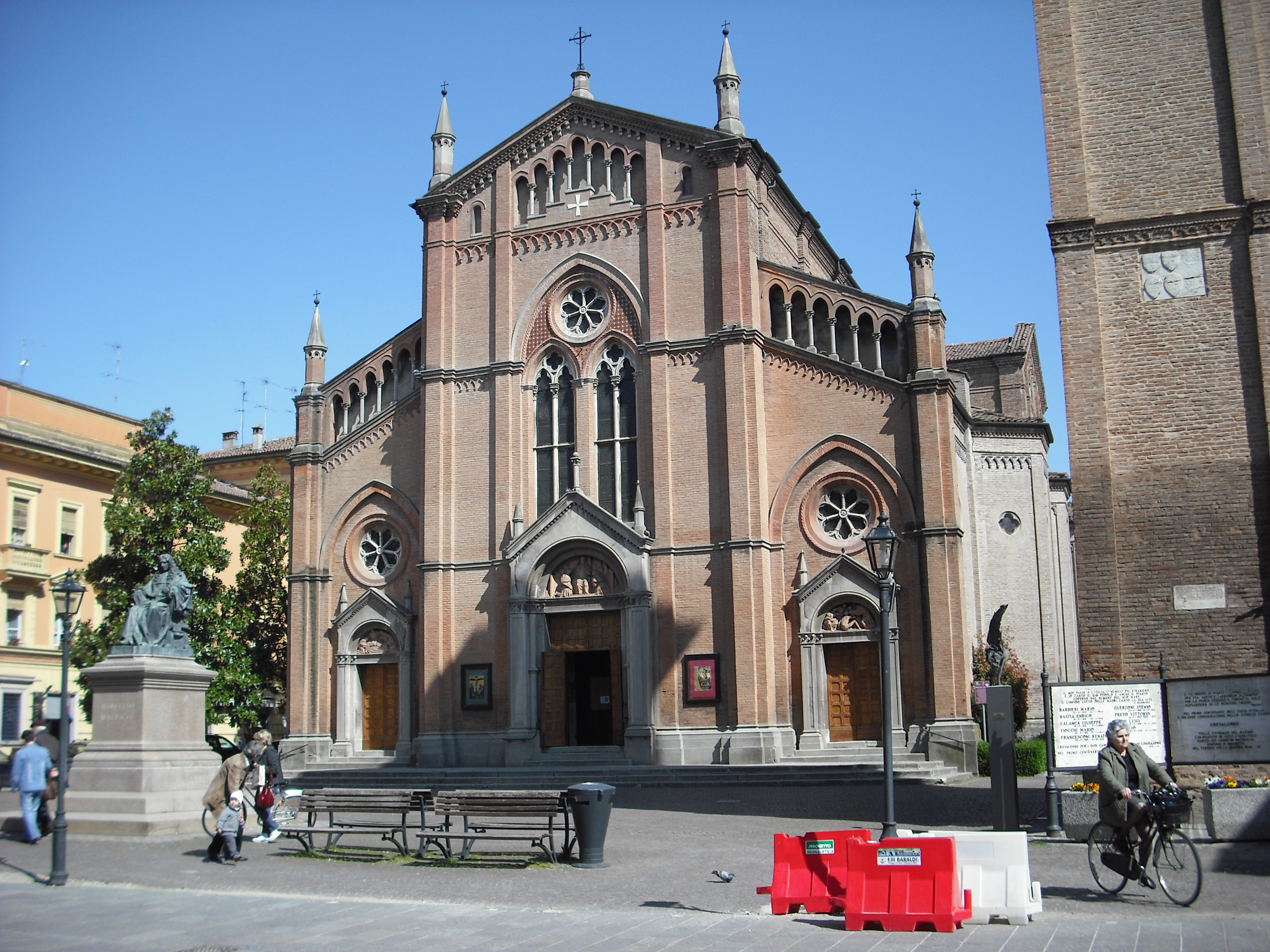
Kerk van St. Silvester